# Bayard Rustin
Bayard Rustin (West Chester, 17 marzo 1912 – New York, 24 agosto 1987) è stato un attivista statunitense, protagonista dei movimenti per i diritti civili, per la nonviolenza e per i diritti degli omosessuali negli Stati Uniti d'America.

## Biografia
Iscritto in gioventù al Partito Comunista Americano, Rustin fu attivo fin dagli anni quaranta nel movimento nonviolento. Durante la seconda guerra mondiale, Rustin rifiutò la chiamata alle armi motivando la sua scelta con la sua fede quacchera e con l'appartenenza ai movimenti pacifisti e venne quindi condannato a 3 anni di carcere per renitenza alla leva.
Nel dopoguerra si impegnò nel movimento contro le cosiddette leggi Jim Crow per mettere fine alla segregazione razziale ed alla discriminazione degli afroamericani negli Stati Uniti, sostenendo il metodo della disobbedienza civile e la necessità di una cooperazione tra "bianchi" e "neri" nella risoluzione della questione razziale (in contrapposizione con Malcom X e con i leader delle Black Panthers come Stokely Carmichael, che sostenevano invece posizioni "separatiste").
Nel 1953 Rustin fu arrestato per omosessualità, all'epoca reato in numerosi stati degli Stati Uniti. Rustin non nascose mai la propria omosessualità, anche se ciò fu spesso utilizzato contro di lui dai suoi detrattori e contribuì a tenere Rustin dietro le quinte del movimento senza mai diventarne portavoce.
Ciò nonostante, tra il 1955 e il 1968, Rustin divenne uno tra i principali organizzatori del movimento per i diritti civili promuovendo e gestendo l'organizzazione della Marcia su Washington per il lavoro e la libertà che segnò la svolta del movimento per i diritti civili, e a cui parteciparono tra le 200.000 e le 300.000 persone. Proprio in occasione della marcia, Martin Luther King (che proprio da Rustin fu "istruito" agli inizi della sua carriera al metodo della nonviolenza) pronunciò il famoso discorso I have a dream.
Dopo l'approvazione del Civil Rights Act del 1964 che mise fine alla segregazione legale degli afroamericani, Rustin focalizzò la sua attenzione sui problemi economici e occupazionali della comunità afroamericana sostenendo la necessità, per il movimento per i diritti civili, di passare dalla semplice "protesta" alla "politica" adottando un approccio più pragmatico e costruendo per questo un'alleanza con il movimento operaio. Nel 1964 Rustin assunse la leadership del Philip Randolph Institute promuovendo la sindacalizzazione degli afro-americani e conducendo numerose campagne sul tema della giustizia sociale con l'obiettivo di far pressione sul Partito Democratico Americano.
Negli anni settanta, Rustin divenne prima segretario del Partito Socialista Americano (nel 1972), e partecipò successivamente a numerose missioni umanitarie all'estero impegnandosi in particolar modo sul tema dei rifugiati e dei campi profughi in Cambogia e Vietnam. Negli anni ottanta, Rustin si impegnò attivamente anche sul tema dei diritti delle comunità LGBT.
Rustin morì nell'agosto del 1987, all'età di 75 anni, mentre si trovava ad Haiti per una missione umanitaria.
Il 20 novembre 2013, il presidente degli Stati Uniti Barack Obama ha attribuito a Bayard Rustin il prestigioso riconoscimento della Presidential Medal of Freedom.
(Bayard Rustin)